# 侯居艮
侯居艮（1525年—？），字伯成，號兼山，山西平陽府解州人，民籍，明朝政治人物。

## 生平
嘉靖四十年（1561年）辛酉科山西鄉試第十八名舉人。嘉靖四十四年（1565年）中式乙丑科會試第二百四十二名，三甲第三十八名進士。户部观政，本年授淄川知县，隆慶二年（1568年）升刑部主事，四年调户部，改浙江道御史，万历元年（1573年）升汝宁知府，謫卒。

## 家族
曾祖侯俊，縣丞；祖父侯相，主簿；父侯畛，州判官，封知县。母閻氏；繼母趙氏。弟侯居震（知县）、侯居坤（同科进士）、侯居敬（庠生）。侄子侯加采，萬曆進士。